# Бориевска афера
Бориевската афера от лятото на 1902 година е провал в организационната мрежа на Вътрешната македоно-одринска революционна организация в Струмишкия революционен окръг.
През юли 1902 година четата на Андон Кьосето е открита от турски аскер в струмишкото село Бориево, след тежко сражение четата се изтегля. На следващия ден турски военни запалват селото и арестуват Васе Пецев, Петре Весев, Петре Латев, Коте Кармазов, Васил Боцулов, Атанас В. Нуцулов, Тимо Ковачев, Тимо Майсторов, Петре Георгиев, Тимо Янев, Георги Попов, Лазар Андонов, Мите Витанов, Панте Банев, Гоне Карадаов, Атанас Милчев и Тимо Т. Милчев. Успешно в нелегалност минават Никола Димитров, Томо Петров, Гоце Милчев и Христо Ковачев. Турският каймакамин, наричан от българите „Черната брада“ започва масови претърсвания, арести и изтезания по околните села. По негова заповед в Нивичани са арестувани 10 души, в Босилово – 15, в Моноспитово – 40, в Попчево – 20, в Куклиш – 20, в Дабиле – 20, в Белотино – 10, в Муртино – 40, във Велюса – 20, в Пиперово – 4, в Робово – 20, във Водоча – 9, в Дървош – 10, в Барбарево – 10, в Съчево – 10, в Ново село – 100 души или общо 428 българи. След мъчения и изтезания пред съд са изправени 67 души, от които 26 са осъдени, а 10 избягали предварително са осъдени задочно.